# Hemibrycon taeniurus
Hemibrycon taeniurus is een straalvinnige vis uit de familie van de Characidae. De wetenschappelijke naam van de soort werd als Poecilurichthys taeniurus in 1858 gepubliceerd door Gill.

## Synoniemen
- Tetragonopterus trinitatis Lütken, 1875[3]
- Tetragonopterus guppyi Regan, 1906